# Ladoga minamii
Ladoga minamii är en fjärilsart som beskrevs av Kuru 1938. Ladoga minamii ingår i släktet Ladoga och familjen praktfjärilar. Inga underarter finns listade i Catalogue of Life.